# Бондаренко, Сергей (киргизский футболист)
Сергей Бондаренко (род. 1971) — советский и киргизский футболист, нападающий и полузащитник. Выступал за сборную Кыргызстана.

## Биография
Дебютировал во взрослом футболе в 1987 году во второй лиге СССР в составе ошского «Алая», сыграв 2 матча. Затем несколько лет не выступал в соревнованиях мастеров.
В последнем сезоне первенства СССР играл во второй низшей лиге за «Достук» (Сокулук). После образования независимого чемпионата Кыргызстана продолжил играть за команду, переименованную в «СКА-Достук», и стал в 1992 году серебряным призёром чемпионата, приняв участие во всех 22 матчах сезона и забив 11 голов. В 1993 году принял участие только в двух матчах.
В 1995 году играл за бишкекский «Шумкар», после чего в высшей лиге более не выступал.
В национальной сборной Кыргызстана дебютировал 26 сентября 1992 года в матче Кубка Центральной Азии против Казахстана, вышел на замену на 65-й минуте, а спустя 10 минут забил свой первый гол. Всего принял участие в 3 матчах за сборную и забил один гол, все — в 1992 году.
Дальнейшая судьба неизвестна.